# Armand Gensonné
Armand Gensonné, ou Arnaud Gensonné, né à Bordeaux le 10 août 1758, guillotiné à Paris le 31 octobre 1793, était un député de la Gironde à la Convention nationale.

## Avant la Révolution
Fils de Jean-Baptiste Gensonné, chirurgien militaire ayant fait fortune à Saint-Domingue, et de Marie Tranchere, Armand Gensonné fit des études de droit et devint avocat au Parlement de Bordeaux. Il est un des fondateurs en 1783, avec Saige et Pierre Victurnien Vergniaud, du Musée de Bordeaux, société de pensée annonçant les clubs révolutionnaires. En 1784, il épouse sa cousine germaine, Marie Désirée Leysson, fille d'Élie Leysson, capitaine de navire et lieutenant de frégate à brevet, et de Marie Tranchere.

## Sous la Révolution

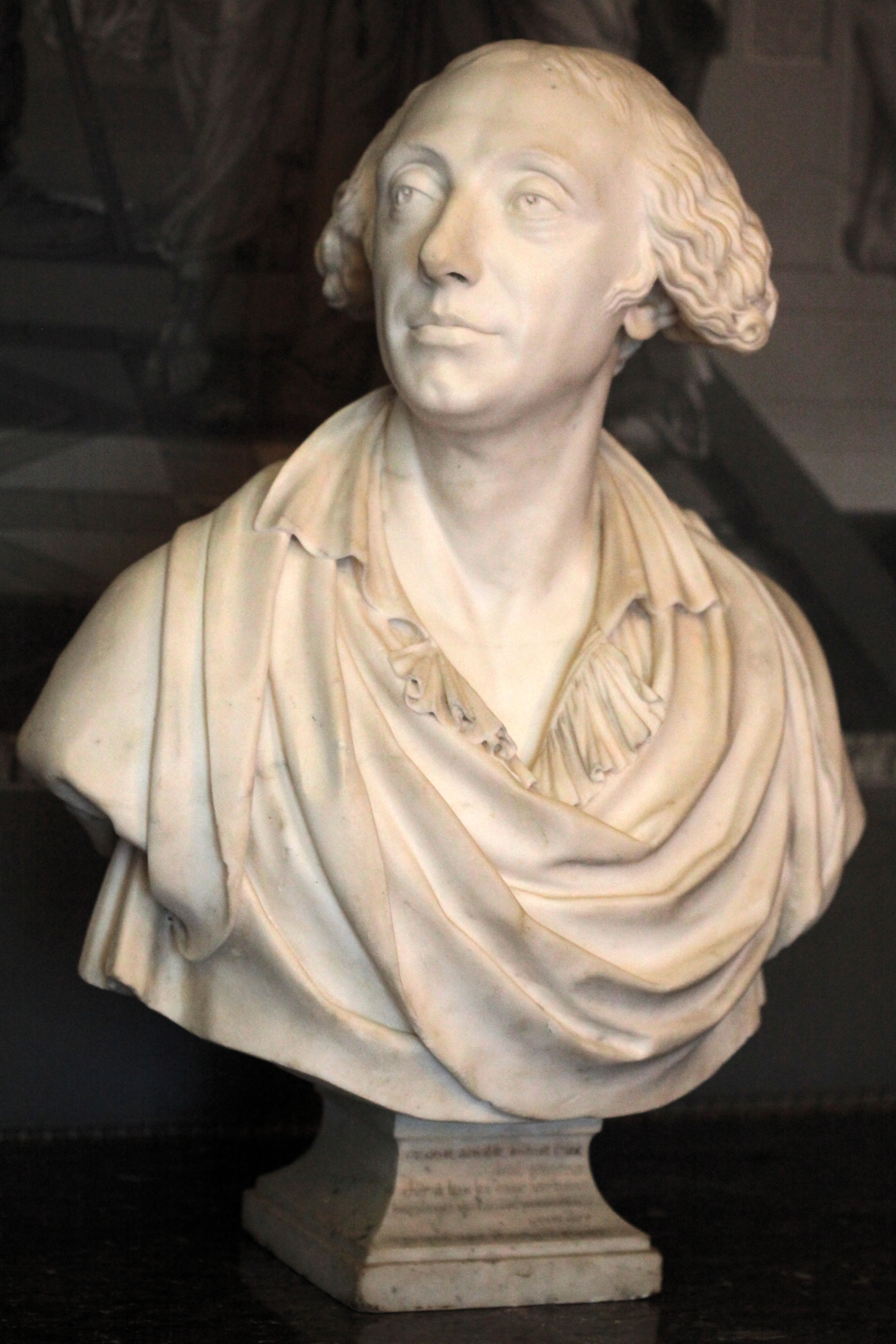
Buste d'Armand Gensonné,
(musée de la Révolution française)

Armand Gensonné refuse la désignation de secrétaire de la ville de Bordeaux par le roi, mais accepte d'être élu membre de la municipalité et de devenir procureur de la commune en 1790. Élu à l'Assemblée législative, il soutint Jacques Pierre Brissot et se rangea dans le camp des Girondins. Lors de son arrivée à Paris, il s'inscrit à la société des amis des Noirs dont l'objectif était d'obtenir l'égalité entre les hommes blancs et de couleurs. Comme rapporteur du Comité diplomatique, il se signala par la demande de mise en accusation des frères du roi et la déclaration de la guerre à l'Autriche (20 avril 1792).

### Mandat à la Convention
En septembre 1792, Armand Gensonné est réélu député de la Gironde, le troisième sur douze, à la Convention nationale.
Il prend part aux institutions de la Convention girondine : 
- Le 18 octobre 1792, il est élu secrétaire aux côtés de Charles Barbaroux (député des Bouches-du-Rhône), de Georges Danton (député de la Seine), d'Armand de Kersaint (député de Seine-et-Oise) sous la présidence d'Élie Guadet[4].
- Le 4 janvier 1793, en tant que membre du Comité de constitution, il est élu membre du Comité de défense générale aux côtés de ses collègues Bertrand Barère (député des Hautes-Pyrénées) et Emmanuel-Joseph Sieyès (député de la Sarthe)[5]. Le 26 mars, il est réélu membre de la Commission de Salut public composée de vingt-cinq membres[6].
- Le 7 mars, il est élu président de la Convention et ses secrétaires sont Jean-Antoine Grangeneuve (député de la Gironde), Louis-Bernard Guyton-Morveau (député de la Côte-d'Or) et Maximin Isnard (député du Var)[7]. Il avait échoué à être élu président face à Edmond Dubois-Crancé (député des Ardennes) lors du précédent renouvellement du bureau, le 21 février[8]. Son élection provoque un incident entre les députés de la droite et ceux de la gauche qui demandent que le scrutin soit reporté en raison de l'absence de nombreux députés siégeant à gauche[9].

Il siège sur les bancs de la Gironde. Lors du procès de Louis XVI, il vote la mort, se prononce en faveur de l'appel au peuple mais rejette le sursis à l'exécution de la peine. Il demande, dans le même temps, que soient poursuivis les auteurs des massacres de Septembre. Le 13 avril 1793, il se récuse lors du scrutin sur la mise en accusation de Jean-Paul Marat. Le 28 mai, il vote en faveur du rétablissement de la Commission des Douze.
Gensonné est attaqué pour ses positions girondines. Le 15 avril 1793, il fait partie des députés accusés par les sections de Paris d'avoir « ouvertement violé la foi de leurs commettants ». Le 9 mai, il fait partie des députés dénoncés par Marat dans son journal comme « membre de la faction des hommes d’État ».
Dénoncé par les sections de Paris, il fut décrété d'arrestation le 2 juin 1793 avec les Girondins, il aurait pu s'enfuir grâce à des complicités, il s'y refuse : « Je ne me fais aucune illusion sur le sort qui m'attend, mais je subirai sans m'avilir. Mes commettants m'ont envoyé ici : je dois mourir au poste qu'ils m'ont assigné. » Il fut traduit devant le Tribunal révolutionnaire du (3 au 9 brumaire an II ; condamné à mort, il fut guillotiné le 10 brumaire an II, avec vingt des vingt et un condamnés. Il fut inhumé au cimetière de la Madeleine.

### Sources primaires
- 1790 - Lettre a M. Gensonné, procureur de la commune, ou Réfutation de son réquisitoire, concernent le serment des prêtres fonctionnaires publics
- 1792 - Opinion sur les colonies
- 1793 - Lettre écrite a Gensonné . Par un administrateur du département de la Gironde